# Стробери (округ Туолуми, Калифорнија)
Стробери (енгл. Strawberry, Tuolumne County) насељено је место без административног статуса у америчкој савезној држави Калифорнија.

## Демографија
По попису из 2010. године број становника је 86.
| Група             | 2000.    | 2010.      |
| Белци             | 0 (0,0%) | 79 (91,9%) |
| Афроамериканци    | 0 (0,0%) | 0 (0,0%)   |
| Азијати           | 0 (0,0%) | 0 (0,0%)   |
| Хиспаноамериканци | 0 (0,0%) | 7 (8,1%)   |
| Укупно            | 0        | 86         |